# Carex pygmaea
Carex pygmaea är en halvgräsart som beskrevs av Johann Otto Boeckeler. Carex pygmaea ingår i släktet starrar, och familjen halvgräs. Inga underarter finns listade i Catalogue of Life.